# Eric Porter (attore)
Eric Porter, all'anagrafe Eric Richard Porter (Shepherd's Bush, 8 aprile 1928 – Londra, 15 maggio 1995), è stato un attore britannico.

## Biografia
Porter studiò al Technical College di Wimbledon, dove prese parte alle sue prime recite scolastiche, prima di fare il suo debutto sul palcoscenico a Cambridge nel 1945, all'età di 17 anni.
Entrato come comparsa nella compagnia shakespeariana di Stratford-upon-Avon, passò successivamente alla compagnia di repertorio del Bristol Old Vic, interpretando nel 1955 il ruolo di protagonista della commedia Volpone di Ben Jonson, mentre nel 1960 entrò a far parte della prestigiosa Royal Shakespeare Company; nello stesso anno interpretò il ruolo di Ferdinando, Duca di Calabria, nella commedia La duchessa di Amalfi di John Webster, e successivamente apparve in numerosi drammi di William Shakespeare, interpretando Iachimo in Cimbelino, Malvolio in La dodicesima notte, Shylock in Il mercante di Venezia, nonché il personaggio che dà il titolo a L'ebreo di Malta, tragedia di Christopher Marlowe. 
Negli anni sessanta fu spesso presente sul piccolo schermo. Da ricordare la sua interpretazione del tormentato Soames Forsythe in La saga dei Forsyte, riduzione televisiva della BBC tratta dall'omonimo ciclo di romanzi di John Galsworthy. Per questo ruolo, Porter vinse un premio BAFTA come miglior attore. Tra le sue altre numerose interpretazioni sul piccolo schermo, da ricordare nel 1980 quella di Thomas Dantford ne Il crogiuolo di Arthur Miller, nel 1981 quella del ministro Neville Chamberlain nel dramma Winston Churchill: The Wilderness Years, nel 1985 del bieco Fagin in un'altra riduzione televisiva, quella di Le avventure di Oliver Twist, e il professor Moriarty in Le avventure di Sherlock Holmes, che nel 1985 lo vide antagonista di Jeremy Brett. Interpretò anche il ruolo di Polonio in una riduzione dell'Amleto realizzata nel 1980 per il piccolo schermo, con protagonista Derek Jacobi.
L'attore portò il suo talento anche nel cinema, dove esordì negli anni sessanta, interpretando solide parti di protagonista e di caratterista in alcuni celebri film quali Nicola e Alessandra (1971), nel ruolo del politico russo Pëtr Arkad'evič Stolypin, Il giorno dello sciacallo (1973), nel ruolo del colonnello Rodin, Gli ultimi 10 giorni di Hitler (1973), nella parte del generale tedesco Robert Ritter von Greim, Il piccolo Lord (1980), nella parte dell'avvocato Havisham.

## Filmografia parziale

### Cinema
- La caduta dell'Impero romano (The Fall of the Roman Empire), regia di Anthony Mann (1964)
- Frenesia del piacere (The Pumpkin Eater), regia di Jack Clayton (1964)
- Gli eroi di Telemark (The Heroes of Telemark), regia di Anthony Mann (1965)
- La truffa che piaceva a Scotland Yard (Kaleidoscope), regia di Jack Smight (1966)
- La saga dei Forsyte (The Forsyte Saga) - serie TV, 26 episodi (1967)
- La nebbia degli orrori (The Lost Continent), regia di Michael Carreras (1968)
- Gli artigli dello squartatore (Hands of the Ripper), regia di Peter Sasdy (1971)
- Nicola e Alessandra (Nicholas and Alexandra), regia di Franklin J. Schaffner (1971)
- All'ombra delle piramidi (Antony and Cleopatra), regia di Charlton Heston (1972)
- Gli ultimi 10 giorni di Hitler (Hitler: The Last Ten Days), regia di Ennio De Concini (1973)
- Il giorno dello sciacallo (The Day of the Jackal), regia di Fred Zinnemann (1973)
- La tana della volpe rossa (The Belstone Fox), regia di James Hill (1973)
- Agente Callan, spara a vista (Callan), regia di Don Sharp (1974)
- Il giorno più lungo di Scotland Yard (Hennessy), regia di Don Sharp (1975)
- I 39 scalini (The Thirty Nine Steps), regia di Don Sharp (1978)
- Il piccolo Lord (Little Lord Fauntleroy), regia di Jack Gold (1980)

### Televisione
- Knock on Any Door – serie TV, episodio 2x02 (1966)
- La saga dei Forsyte (The Forsyte Saga) – serie TV, 26 episodi (1967)
- Le sconfitte di un vincitore: Winston Churchill 1928-1939 (Winston Churchill: The Wilderness Years) – miniserie TV (1981)
- Le avventure di Sherlock Holmes (The Adventures of Sherlock Holmes) – serie TV, 2 episodi (1985)

## Doppiatori italiani
- Arturo Dominici in Gli eroi di Telemark
- Pino Locchi in Gli ultimi 10 giorni di Hitler
- Luciano De Ambrosis in Il piccolo Lord
- Mario Milita in Le avventure di Sherlock Holmes